# جوزيه ألكسندر ألفيس ليندو
جوزيه ألكسندر ألفيس ليندو (بالبرتغالية: José Alexandre Alves Lindo) (15 أغسطس 1973 في سانت أندري في البرازيل – )؛ هو لاعب كرة قدم سابق كان يلعب كلاعب وسط.

## وصلات خارجية
- جوزيه ألكسندر ألفيس ليندو على موقع رابطة كرة القدم اليابانية للمحترفين (اليابانية)
- جوزيه ألكسندر ألفيس ليندو على موقع قاعدة بيانات كرة القدم.إي يو (الإنجليزية)
- جوزيه ألكسندر ألفيس ليندو على موقع Soccerway.com (الإنجليزية)
- جوزيه ألكسندر ألفيس ليندو على موقع عالم كرة القدم.نت (الإنجليزية)